# Plymouth Six
La Six (anche conosciuta come Model PF) è stata un'autovettura mid-size prodotta dalla Plymouth nel 1934.

## Storia
La vettura venne presentata al pubblico nel dicembre 1933 insieme alla Model PE. La Six era dotata di un motore a valvole laterali e sei cilindri in linea da 3.299 cm³ di cilindrata che sviluppava 77 CV di potenza.
La Six era disponibile in versione berlina due e quattro porte, coupé due porte e roadster due porte. Nel maggio 1934 fu aggiunta alla gamma la Special Six  (anche conosciuta come Model PFXX), che era la versione meglio equipaggiata. Quest'ultima era dotata, ad esempio, del posacenere, di un vano portaoggetti e di un numero superiore di parti cromate.